# Czernica (Jaczkowice)
Czernica – przysiółek wsi Jaczkowice w Polsce położony w województwie dolnośląskim, w powiecie oławskim, w gminie Oława.
Miejscowość wchodzi w skład sołectwa Jaczkowice.
W latach 1975–1998 miejscowość administracyjnie należała do ówczesnego województwa wrocławskiego.